# Colli Albani – Parco Appia Antica
Colli Albani - Parco Appia Antica – stacja na linii A metra rzymskiego. Stacja została otwarta w 1980 roku. 